# Ielizavétinskaia
Ielizavétinskaia - Елизаветинская (rus) és una stanitsa del krai de Krasnodar, a Rússia. Es troba a la riba del riu Kuban, a 7 km a l'oest de Krasnodar, la capital, davant de Khaixtuk.
Pertany a aquest municipi el possiólok de Beloziorni.

## Història
A finals del segle xviii es trobava a l'emplaçament de l'actual stanitsa la fortalesa dels cosacs del Kuban Ielizavétinski. Va rebre aquest nom en honor de la dona del tsar Alexandre I, Ielizaveta Alekséievna. Als voltants de la fortalesa hi havia la vila de Timaixovski, que es traslladà més al nord el 1807. El 1821 al lloc de la fortalesa s'hi fundà la vila de Ielizavétinski que el 1842 obtingué l'estatus d'stanitsa i el seu nom actual. La seva població la formaven cosacs del Kuban i cosacs del Dniéper que hi arribaren durant el primer quart del segle xix. Fins a la dècada de 1920 l'stanitsa pertanyia administrativament a l'otdel d'Iekaterinodar de la província del Kuban. El 1978 passà al raion de Dínskaia al districte de Prikubanski de la ciutat de Krasnodar.
Des de març del 2004 la vila és centre administratiu de l'ókrug rural homònim que inclou el possiólok de Beloziorni, com a part del districte de Prikubanski de l'ókrug urbà de Krasnodar.